# 丸山穂高
丸山 穂高（まるやま ほだか、1984年〈昭和59年〉1月10日 - ）は、日本の政治家、元経産官僚。衆議院議員（3期）、国政政党NHK党副党首を務めた。現、NHKから国民を守る党副党首。

## 来歴
大阪府堺市出身。1999年西大和学園中学校卒業、2002年西大和学園高等学校卒業、2006年東京大学経済学部卒業。
2006年、経済産業省に入省。大臣官房総務課や原子力安全・保安院（当時）保安課企画法規係長を経て、2009年に退官。同年、財団法人松下政経塾に入塾し、2012年に卒塾。
2012年、結党から間もない日本維新の会大阪府第19選挙区支部長に就任した。同年の第46回衆議院議員総選挙において大阪19区から日本維新の会公認で立候補し、自由民主党新人の谷川とむ、民主党前職で国土交通副大臣の長安豊らを破り初当選した。大阪府下19の小選挙区当選者の中では最年少、全国でも28歳最年少議員3名の中の一人であった。
2014年の日本維新の会分党に際しては、橋下徹大阪市長による新党結成を目指すグループに参加。分党後の日本維新の会を経て、結いの党の合流による維新の党の結党に参加した。同年の第47回衆議院議員総選挙では、維新の党公認で大阪19区から立候補。再び谷川、民主党元職の長安らを破り、再選（谷川は比例復活）。
2015年、おおさか維新の会の結党に参加。政務調査副会長、国会対策副委員長に就任した。
2017年の第48回衆議院議員総選挙で谷川らを破り、3選。
2018年4月、維新の福井県総支部に当たる「福井維新の会」の代表に就任。
2019年5月、北方四島交流事業における国後島訪問時の言動が問題視され、同月14日に日本維新の会を除名、6月6日に衆議院で糾弾決議を受けた（後述）。
2019年7月29日、NHKから国民を守る党に入党、8月15日、副党首に就任した。
2021年10月4日の第205回国会での内閣総理大臣指名選挙において、自民党の高市早苗に投票した。10日、自身のYouTubeチャンネルに投稿した動画で解散に伴い同月31日に投開票が行われる予定の第49回衆議院議員総選挙に立候補しない意向を示した。
その後は欧州などを周る「世界放浪の旅」に出ていたが、副党首を務める政治家女子48党（旧NHK党から党名変更）の内紛騒動の最中である2023年4月には滞在先のタイから帰国し、第20回統一地方選挙の候補者の応援演説を行った。
以降の党代表権争いでは立花孝志らと行動を共にし、2023年9月5日から翌2024年12月までは齊藤健一郎参議院議員の公設第二秘書を兼任、現在はNHKから国民を守る党の副党首を務めている。

## 政策・主張
- 選択的夫婦別姓制度の導入にどちらかといえば反対[23]。
- 日本国憲法の改正に賛成[24]。
- 集団的自衛権の行使を禁じた内閣法制局の憲法解釈の見直しに賛成[24]。
- 日本の核武装について「今後の国際情勢によっては検討すべきだ」としている[24]。
- 女性宮家の創設に反対[24]。
- 日本の環太平洋戦略的経済連携協定 (TPP) 参加に賛成[24]。

## 人物
- 利き手は左利き[25]。
- 阪神大震災のボランティアに参加したことがきっかけで政治家を志し、小学校の卒業文集に「政治家になりたい」と書いていた[26]。
- 座右の銘は「誠意、万策に勝る」[27]。
- 剣道の段位は2段[27]。
- 後天性の病気により左耳が難聴である[28]。
- 松下政経塾時代は「経済活性化」・「政治・行政制度の変革」をテーマに活動[29]。
- 2017年の第48回衆議院議員総選挙でも、小選挙区当選した同党議員3名の中の一人であった[30]。だが、党全体として大幅に議席を減らしたことについて、松井一郎代表の進退も含む総括を要求した。これに対し、同党の法律顧問を務めていた橋下徹は総括要求の言い方に問題があるとして、両者がTwitter上で対立。橋下は法律顧問を辞任した。丸山は離党届を提出したが党は離党届を保留。「不正常な状況が長引いて議会活動に支障が生じれば、有権者の期待に応えることができない」として翌年、取り下げに至った[31][32][33][34]。
- 2018年、株式会社ZOZO代表取締役社長の前澤友作とテロ問題解決を巡ってTwitter上での論争を展開し、その後前澤が政界進出を否定する展開となったことが報道された[35][36][37]。
- 葉巻を好んで喫煙していたが、2019年時点では健康のためや食事を美味しく食べたいなどの理由から禁煙をしている[38][39]。

## 不祥事

### 蒲田駅周辺でのトラブル
- 2015年末、東京都大田区のJR蒲田駅周辺で飲酒した後に複数の男性らともみ合いになり、相手の手を噛むトラブルを起こした[40][41]。丸山も足の骨にひびが入り[40]、聴こえていた右耳の鼓膜が破れるなどの全治6週間のけがを負った[42] ほか、騒動については「居酒屋から出てきたところ、複数の人間に絡まれて口論になった。先に殴打されて首を絞められたので、死ぬかと思い反射的に手を噛んだ」と主張した[40]。両者ともその後に警察署へ行き、ともに被害届などは出さないということで和解[40][41]。その後党幹事長より厳重注意を受け、丸山は「公職にいる間は断酒する」と陳謝し、再度飲酒した場合は議員辞職する意向を示した[43]。

### 北方領土滞在中の言動
- 2019年5月11日、北方領土のロシア人住民と日本人の元島民らが相互に往来する「ビザなし交流」の日本側訪問団に同行した際、滞在先の国後島古釜布の日本人とロシア人の友好の家で、酒に酔った状態で訪問団の団長に対して記者取材中に割り込んだ上で[44]、「戦争でこの島を取り返すのは賛成ですか、反対ですか」などと質問し、「戦争はすべきではない」と答えた団長に対し「戦争しないとどうしようもなくないですか」等と発言した[44][45]。その後も、訪問団員らの制止を聞かず、大声で騒いだり外出しようとした[46]ことから、元島民らから謝罪を求められる事態となった[47]。丸山は帰港後の会見において、「酒に酔って騒いだこと」については謝罪したものの、戦争に言及した発言については「賛成か反対か聞いただけ」「別にそういう話があってもいい、何がダメなのか分からない」[44]「真意を切り取られて心外」「言葉尻だけとらえられても困る」[48] 等の回答を行った。発言を受けて日本維新の会代表の松井一郎大阪市長は、「言論の自由なんで、個人の表現の仕方の中での発言があるかもしれないけれども」と前置きした上で[49][50]、「党として一切そういう考えはない」「武力で領土を取り返す解決はない」とコメントし、丸山を厳重注意した上で発言の撤回・謝罪することを指示し[51]、丸山は同日深夜に再度会見を行い、謝罪と撤回を表明した[52]。
- 同月13日、ロシア上院のコサチョフ国際問題委員長は、丸山の発言について、「日露関係の流れの中で最もひどい（発言だ）」と、モスクワで開催された日露知事会議の会場で記者団に述べて批判した[53]。菅義偉内閣官房長官も「誠に遺憾、政府の立場と全く異なる」と指摘[54]。
- 丸山の発言に対する批判が高まるにつれ、同月14日、丸山は党臨時役員会に先立ち、離党届を提出した。同日、日本維新の会の松井一郎代表は大阪市役所での囲み取材で「国会議員として一線を越えた発言で、元島民、国民に不快な思いをさせた」と述べ、陳謝したうえで丸山の提出した離党届を受理せず除名する方針を示し「議員辞職すべきだ」とコメントした[55]。日本維新の会は同日、持ち回りの役員会で丸山の除名処分を決定した[56]。なお、丸山は自身のTwitterアカウントで謝罪のうえ、「これより先の期間は無所属にて活動する中で、残りの政策の実現に向けて一つ一つ前に進めてまいります」[57] と、議員辞職については否定した。
- 同月17日午後、立憲民主党・国民民主党・日本共産党・日本維新の会・社会民主党および院内会派の社会保障を立て直す国民会議の6党派は共同で丸山への議員辞職勧告決議案を衆議院に提出[58][59]。なお、議員辞職勧告決議案の共同提出に加わらなかった自民党・公明党は、同月21日に丸山に対する譴責決議案を衆議院に共同で提出した[60]。
- 同月17日、日本維新の会の片山虎之助共同代表と馬場伸幸幹事長は東京都港区のロシア大使館を訪れてミハイル・ガルージン駐日大使と会談し、丸山が北方領土返還に関連して戦争に言及した問題について陳謝した[61][62]。
- 同月22日、北海道議会の臨時議会において、発言を批判し外交による領土問題の解決を目指すことを確認する決議案が提出され、全会一致で可決された[63]。
- 同月23日、週刊文春などが、丸山が北方領土（国後島）に滞在中、「俺は女を買いたいんだ」などと禁じられている外出を試み、事務局スタッフや政府関係者ともみ合いになっていたことを報じた[64]。同日、衆議院議院運営委員会は、24日の理事会に丸山を呼び、発言の内容などを聴取することを決めたが[65][66]、丸山は体調不良を理由に欠席し、「適応障害のため、2か月間の休養が必要」という内容の診断書を秘書を通じて理事会に提出した。今後は高市早苗委員長と与野党の筆頭理事が丸山の元を訪れての聴取を検討し、丸山側が難色を示した場合は北方訪問時に同行した政府職員からの聴取を行う方針を示していた[67][68][69]。同月28日、議運委員会の聴取要請に対し、丸山は病気を理由に聴取を拒否した。このため、同月30日の理事会で北方領土へのビザなし交流に職員を派遣した内閣府と外務省の幹部からの事情聴取が行われた[70]。この中で内閣府と外務省は、丸山がコニャックを10杯以上飲んだうえで酔って「おっぱいもみに行きたい」など卑わいな発言を繰り返したほか、スタッフともみ合いになった際は「君たちは警察でもないのになぜ外出を止めるのか。私は会期中は不逮捕特権で逮捕されない」などと発言したと報告した[71][72]。
- 同月30日、根室市議会は衆議院議員を辞するよう求める決議を全会一致で可決した[73]。この決議文は翌31日に根室市議会の本田俊治議長から大島理森衆議院議長に手渡された[74]。

#### 国会初の糾弾決議
- 当初「発言のみを理由にした辞職勧告」に慎重姿勢であった与党は、その後丸山の他の暴言や卑猥な言動が週刊誌などで報じられ、30日の衆院議院運営委員会で政府に内容の確認が取れた[75] 事から、直ちに進退判断を促す「糾弾決議案」の提出を野党に働きかける方針を取ることとなり、6月4日、衆院議運委員会の与野党筆頭理事が対応を協議し、「糾弾決議案」を共同提出する方針で一致した[76]。翌5日午前、自民党・公明党・立憲民主党・国民民主党・日本共産党・日本維新の会・社会保障を立て直す国民会議・社会民主党の与野党8会派が、丸山に対して、「憲法の平和主義に反する発言をはじめ、議員としてあるまじき数々の暴言を繰り返し、事前の注意にも拘わらず、過剰に飲酒し泥酔の上、禁じられた外出を試みて、本件北方四島交流事業の円滑な実施を妨げる威力業務妨害とも言うべき行為を行い、我が国の国益を大きく損ない」[77]、「本院の権威と品位を著しくおとしめ、院として国会議員の資格はないと断ぜざるを得ない」などと指弾し、「ただちに自ら進退を判断するよう促す」とする糾弾決議案を提出。これに伴い、それぞれ提出していた議員辞職勧告決議案および譴責決議案を取り下げた。衆参両院事務局の見解では国会議員に対する糾弾決議案の提出は初であり[78]、6月6日の本会議で全会一致で可決された[79][80]。ただし、小泉進次郎は「みんなで糾弾するのは腑に落ちない」として採決を棄権した[81]。同日、丸山は議員辞職について重ねて否定している[82]。

### 饗宴の儀での言動
- 2019年11月21日の衆議院議院運営委員会の理事会において、同年10月29日に天皇の即位に伴い行われた「饗宴の儀」で丸山が酒に酔って不適切な言動をとろうとして周囲の議員に制止されたという情報があると国民民主党の議員が報告し、与党側は事実関係を調査する意向を示した[83]。出席者によると、丸山は酒に酔った状態で皇族らに話しかけ、その後同席議員らに「眞子に『彼氏とは連絡を取っているのか』と聞いた」などと話していた[84] ほか、十数人の出席者が順番に並び、佳子内親王にあいさつをしていた所に「殿下! 殿下!」などと言いながら突然割り込んだとされる[85][86]。一方丸山は同日、記者団に対し「酒は飲んだが、制止された認識はない。問題行動を取ったとの認識は全くない」[87]「何をもって泥酔していたというのか。全くもって名誉毀損だ」と反論[88][89]。同年11月27日、丸山は眞子内親王へ質問を行ったことは認めた上で[90] 泥酔については改めて否定し、問題を指摘した国民民主党の議員に対し、事実関係などの確認や謝罪を求める質問状を提出した[91]。

## 所属団体・議員連盟
- 大阪・泉南アスベスト国家賠償請求訴訟問題の早期解決を図る超党派有志議員勉強会（事務局長[92]）

## 出演
- 日曜討論（2015年5月31日、NHK） - 「10党に問う 集団的自衛権・後方支援」[93]
- BSフジLIVE プライムニュース（BSフジ）
  - （2015年6月19日） - 「自･民･維･共が舌戦 集団的自衛権は違憲か」[94]
  - （2015年7月8日） - 「領海警備に死角あるか 自民維新実務者に問う」[95]
- TBSNEWS（2015年12月18日、TBSチャンネル） - 「国会トークフロントライン」[96]
- 朝まで生テレビ!（2019年2月9日、テレビ朝日） - 「激論！若手政治家大集合！」[97]
- ニュースあさ8時！ 第132回（2023年6月6日、YouTube)

## 寄稿
- 「激突! 正論コロシアム 大学の無償化は是か非か 池田信夫・丸山穂高」『正論　2017年9月号』(日刊工業新聞社、2017年8月1日、ASIN B071GX6BKW)